# Jacek Bromski
Jacek Bolesław Bromski (ur. 19 grudnia 1946 we Wrocławiu) – polski scenarzysta, reżyser, producent filmowy i działacz kultury.

## Życiorys
Urodził się w 1946 roku we Wrocławiu. W latach 1965–1970 studiował malarstwo na Akademii Sztuk Pięknych w Warszawie, w latach 1972–1974 – polonistykę na Uniwersytecie Warszawskim, zaś od 1974 do 1978 – reżyserię w Państwowej Wyższej Szkole Filmowej, Telewizyjnej i Teatralnej w Łodzi. W 1988 roku wraz z Juliuszem Machulskim oraz Jackiem Moczydłowskim założył Zespół Filmowy „Zebra” (obecnie: Studio Filmowe Zebra), które w 2019 roku zostało włączone do Wytwórni Filmów Fabularnych i Dokumentalnych w Warszawie.
Scenarzysta, reżyser i producent filmowy. W jego dorobku znajdują się takie filmy jak Kuchnia Polska, To ja, złodziej, Zabij mnie glino, U Pana Boga za piecem, U Pana Boga w ogródku, Uwikłanie, Anatomia zła – nagradzane na festiwalach krajowych i zagranicznych. Ukończył prace nad filmem U Pana Boga w Królowym Moście, który jest kontynuacją popularnego cyklu filmów rozgrywających się na Podlasiu. Oprócz filmu fabularnego powstaje także serial.
9 maja 2023 roku odsłonił swoją Gwiazdę w Łódzkiej Alei Gwiazd przy ul. Piotrkowskiej.
Od 1996 roku pełnił funkcję prezesa Stowarzyszenia Filmowców Polskich. Z funkcji tej zrezygnował w 2024. Od 2007 roku jest także prezesem organizacji World Cinema Alliance (Alliance Mondiale du Cinema).
Założyciel działającej przy Stowarzyszeniu organizacji zbiorowego zarządzania prawami autorskimi – Związek Autorów i Producentów Audiowizualnych. Stowarzyszenie w czasie jego kadencji podpisało umowy o współpracy i wzajemnej ochronie praw autorskich z kilkudziesięcioma organizacjami w Europie, Azji (m.in. w Chinach) i obu Amerykach.
Kierował zakończonymi sukcesem akcjami środowiska filmowego na rzecz nowelizacji prawa autorskiego oraz ustawy o kinematografii, współorganizował Polski Instytut Sztuki Filmowej jako pierwszy Przewodniczący rady PISF (w latach 2005–2008). Funkcję tę pełnił ponownie od 2014 roku.
W latach 2015–2019 był członkiem Narodowej Rady Rozwoju powołanej przez prezydenta Andrzeja Dudę.
Był mężem aktorki Anny Romantowskiej, obecnie jest żonaty z Moniką Smoleń.
Kontrowersje
Ustąpił ze stanowiska, a następnie wystartował ponownie w wyborach na prezesa SFP, które przegrał w głosowaniu w dniu 22 czerwca 2024 roku w atmosferze zarzutów o zawłaszczenie stowarzyszenia i przeznaczania środków finansowych na prywatne potrzeby swoje i swojej rodziny. Po ujawnieniu nieprawidłowości przeciwko jego kandydaturze opowiedzieli się m.in. Agnieszka Holland i Feliks Falk.

## Filmografia
- Alicja (1980)
- Ceremonia pogrzebowa (1984)
- Zabij mnie glino (1987)
- Sztuka kochania (1989)
- Kuchnia polska (1991)
- 1968. Szczęśliwego Nowego Roku (1992)
- Dzieci i ryby (1996)
- U Pana Boga za piecem (1998)
- To ja, złodziej (1999)
- Kariera Nikosia Dyzmy (2002)
- Kochankowie Roku Tygrysa (2005)
- I wie Pan co? w Solidarność, Solidarność... (2005)
- U Pana Boga w ogródku (2007)
- U Pana Boga za miedzą (2009)
- Uwikłanie (2011)
- Bilet na Księżyc (2013)
- Anatomia zła (2015)
- Solid Gold (2019)
- U Pana Boga w Królowym Moście (2024)

## Ordery i odznaczenia
- Krzyż Oficerski Orderu Odrodzenia Polski (2011)[8][9]
- Złoty Medal „Zasłużony Kulturze Gloria Artis” (2015)[10]
- Srebrny Medal „Zasłużony Kulturze Gloria Artis” (2005)[10]

## Nagrody i wyróżnienia
- Nagroda na 10. FPFF w Gdańsku za debiut reżyserski w kategorii filmu telewizyjnego - film Ceremonia pogrzebowa (1985)
- Nagroda Ministra Kultury i Sztuki za film Zabij mnie glino (1988)
- Nagroda Przewodniczącego Komitetu Kinematografii za twórczość filmową w dziedzinie filmu fabularnego za rok 1987 - film Zabij mnie glino (1988)
- Nagroda za reżyserię, Nagroda Prezydenta Gdyni za najlepszą komedię i „Złoty Klakier” - nagroda Radia Gdańsk dla najdłużej oklaskiwanego filmu na 23.FPFF w Gdyni - za film U Pana Boga za piecem (1998)
- Nagroda „Złote Zęby” dla najbardziej interesującego filmu fabularnego na Festiwalu Filmu Polskiego w Ameryce w Chicago za film U Pana Boga za piecem (1998)
- Nagroda „Brązowe Grono” na 28. Lubuskim Lecie Filmowym w Łagowie za film U Pana Boga za piecem (1998)
- Nagroda „Brązowy Granat” na 3. Ogólnopolskim Festiwalu Filmów Komediowych w Lubomierzu za film U Pana Boga za piecem (1999)
- „Złoty Jańcio” - nagroda główna przyznana przez publiczność oraz nagroda dziennikarzy na Przeglądzie Filmowym „Prowincjonalia” w Słupcy k. Konina (1999)
- Nagroda na Wine Country Film Festival w Kalifornii w kategorii: najlepszy scenariusz w konkursie międzynarodowym za film To ja, złodziej (2001)
- nagroda główna (statuetka Złotego Ombu), Srebrne Ombu za najlepszy scenariusz oraz nagroda jury katolickiego na 16. Międzynarodowym Festiwalu Filmowym w Mar del Plata dla filmu To ja, złodziej (2001)
- Bilet, Nagroda Stowarzyszenia „Kina Polskie” Złoty Bilet za zajęcie czwartego miejsca w rankingu oglądalności za film Kariera Nikosia Dyzmy (2002)
- Nagroda „Srebrny Granat” na 6. Ogólnopolskim Festiwalu Filmów Komediowych w Lubomierzu za film Kariera Nikosia Dyzmy (2002)
- Nagroda „Srebrny Sierp” na 10. Ogólnopolskim Festiwalu Filmów Komediowych w Lubomierzu za II miejsce dla filmu U Pana Boga za piecem w konkursie na najlepsze komedie dziesięciolecia (2006)
- Nagroda Specjalna Jury 32. FPFF w Gdyni za film U Pana Boga w ogródku (2007)
- Bilet, Nagroda Stowarzyszenia „Kina Polskie” Srebrny Bilet za film U Pana Boga w ogródku (2007)
- Nagroda dla najlepszego pełnometrażowego filmu zagranicznego i Special Jury Remi Award na 42. WorldFest-Houston International Film Festival za film U Pana Boga w ogródku (2009)
- Nagroda „Złoty Granat” na Ogólnopolskim Festiwalu Filmów Komediowych w Lubomierzu za film U Pana Boga za miedzą (2009)
- Nagroda na Golden Rooster and Hundred Flowers Film Festival w Nanchang za reżyserię filmu U Pana Boga za miedzą (2009)
- „Jantar Trzydziestolecia dla Mentora, Mecenasa i Wizjonera Festiwalu” - nagroda na 30. Koszalińskim Festiwalu Debiutów Filmowych „Młodzi i Film” (2011)
- Nagroda Specjalna CIFEJ (Centre International du Film pour l'Enfance et la Jeunesse) za wspieranie i promowanie filmów dla dzieci (2012)
- Nagroda za scenariusz i Nagroda Project London na 38. FPFF w Gdyni za film Bilet na księżyc (2013)
- Nagroda „Henryk” im. Henryka Ołdytowskiego za sławienie dobrego imienia Supraśla (2014)
- Golden Reel Award na Tiburon International Film Festival dla najlepszego reżysera filmu Bilet na księżyc (2014)
- Nagroda Publiczności Festiwalu Polskich Filmów „Ekran” w Toronto za film Bilet na księżyc (2014)
- Kołobrzeska Nagroda Filmowa „Latarnik” na 5. Kołobrzeskim Festiwalu Kina Gatunkowego „Suspense Film Festival” (2016)
- tytuł „Ambasadora Koszalina” z okazji 750-lecia miasta, przyznany na 35. Koszalińskim Festiwalu Debiutów Filmowych „Młodzi i Film” (2016)
- Nagroda 100-lecia ZAiKS-u (2021)[11]
- Nagroda „Kryształowy Dzik” za całokształt twórczości na 16. Festiwalu Reżyserii Filmowej we Wrocławiu (2023)
- Złota Nagroda Klubu Kultury im. Heleny Modrzejewskiej w Los Angeles za całokształt twórczości i działalności w dziedzinie filmu (2024)

Źródło:.